# Cachkahowit
Cachkahowit – wieś w Armenii, w prowincji Aragacotn. W 2011 roku liczyła 1611 mieszkańców.